# Pays anglophones
Pour les articles homonymes, voir Anglo-saxon.
Les pays anglophones, parfois appelés monde anglo-saxon, anglophonie ou anglosphère  (par anglicisme, en anglais : Anglosphere, /ˈæŋ.ɡləˌsfɪə/), sont l'ensemble de pays dont l'organisation socio-économique et la culture ont été fortement influencées par la colonisation britannique et où l'anglais est la langue principale.

États où l'anglais est une langue officielle, de facto officielle ou nationale.
États où l'anglais n'est pas la langue la plus parlée, bien qu'elle soit une des langues officielles.

## Terminologie

### Monde anglo-saxon
Bien que l'expression « monde anglo-saxon » soit communément employée par les médias francophones en Europe, elle n'a pas de définition scientifique, et les critères pouvant être employés pour la définir trouvent tous leur limite. Elle suscite chez les principaux intéressés la raillerie, voire la réprobation, en raison des fortes connotations racialistes passéistes qui y sont associées,.
Pour un pays comme l'Australie, le terme « anglo-celte » lui est préféré pour désigner la population d'origine britannique.
Néanmoins, d'après le dictionnaire Larousse, le terme « anglo-saxon » est par définition tout ce « qui relève des peuples de civilisation britannique ».

### Anglosphèreetanglophonie
Le terme Anglosphere a été inventé pour la première fois, mais pas explicitement, par l'écrivain de science-fiction Neal Stephenson dans son livre The Diamond Age, publié en 1995. John Lloyd l'a adopté en 2000 et l'a défini comme incluant le Royaume-Uni et les États-Unis avec le Canada anglophone, l’Australie, la Nouvelle-Zélande, l’Irlande, l’Afrique du Sud et les Antilles britanniques. Le dictionnaire Merriam-Webster définit « Anglosphere » comme « les pays du monde dans lesquels la langue et les valeurs culturelles anglaises prédominent ». Dans le monde anglophone,  ce sont les expressions « English-speaking peoples » et « English-speaking countries » qui sont utilisées pour désigner les pays où l'anglais prédomine, le terme 'Anglo-Saxon' faisant exclusivement référence aux peuples de l'époque médiévale (par exemple, « The Anglo-Saxon peoples »).
Le terme Anglophonie, plus simple à définir, sans aucun référentiel ethnique, inclut des pays qui ne sont pas considérés comme étant du monde anglo-saxon mais ou la langue anglaise est dominante. Néanmoins, anglophonie n'est pas une équivalente exacte de l'expression française, francophonie, qui possède des connotations d'institutionnalisation de l'espace linguistique.
Les principaux pays du monde anglo-saxon (les États-Unis, le Canada [anglophone], l'Australie, la Nouvelle-Zélande, et le Royaume-Uni) entretiennent des relations étroites en matière de liens culturels, diplomatiques et militaires. Tous sont alignés dans des programmes tels que :
- le UKUSA Agreement (renseignement) ;
- Five Eyes (renseignement et armées) ;
- le Combined Communications Electronics Board (communications électroniques militaires) ;
- le Technical Cooperation Program (technologie et sciences) ;
- AUSCANNZUKUS (armées) ;
- ABCA Armies (armées).

Le Canada, l'Australie, la Nouvelle-Zélande et le Royaume-Uni ont Charles III comme chef d'État, font partie du Commonwealth des nations et utilisent le même système politique que celui du gouvernement parlementaire de Westminster. À la suite du retrait du Royaume-Uni de l'Union européenne à la suite d'un référendum organisé en 2016, un soutien politique et populaire grandissant s'est manifesté en faveur de la création d'une zone de libre-échange et de marché commun libre appelée CANZUK.

## Vue d'ensemble
Ci-dessous un tableau comparatif des pays considérés dans la plupart des définitions du monde anglo-saxon.
| Pays             | Population  | Superficie (km2) | Densité (hab./km2) | Capitale        | Plus grande ville   |
| ---------------- | ----------- | ---------------- | ------------------ | --------------- | ------------------- |
| États-Unis       | 340 110 988 | 9 629 048        | 35                 | Washington D.C. | New York            |
| Royaume-Uni      | 68 265 209  | 243 610          | 280                | Londres         | Londres             |
| Canada           | 41 465 298  | 9 984 670        | 4                  | Ottawa          | Toronto             |
| Australie        | 27 204 800  | 7 692 024        | 4                  | Canberra        | Sydney              |
| Nouvelle-Zélande | 5 356 700   | 268 021          | 20                 | Wellington      | Auckland            |
| Total            | 482 402 995 | 27 817 373       | 17                 | —               | New York ou Londres |

## Traits communs

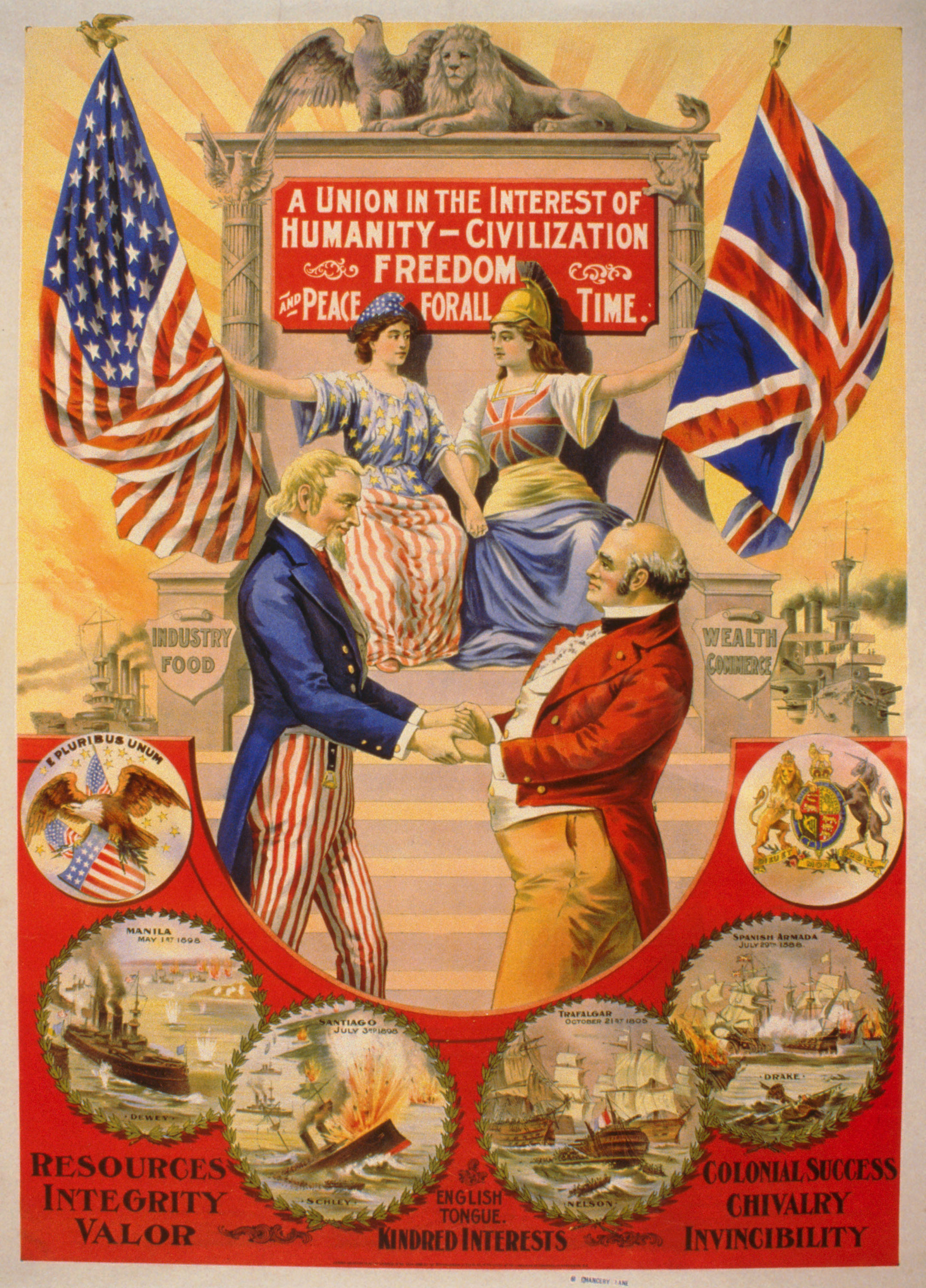
Affiche montrant le rapprochement entre les États-Unis et le Royaume-Uni (1898).

Au-delà de la langue, ces nations ont d'autres caractéristiques communes, dont la plupart proviennent de leur histoire en tant qu'anciennes colonies et bases de l'Empire britannique.
- La pratique des libres marchés est élevée aux États-Unis, au Royaume-Uni, en Australie et en Nouvelle-Zélande, car ces pays partagent le même modèle économique - un modèle capitaliste développé dans les années 1970 par les pensées idéologiques de l'École de Chicago et basées sur des travaux académiques britanniques du XVIIIe siècle[15]. Cette perception 'Européenne' du monde ‘anglo-saxon’ fut le sujet d’une crainte économique en 2021[16].
- Le sentiment partagé de la mondialisation a conduit des villes telles que New York, Londres, Los Angeles et Sydney à avoir des impacts considérables sur les marchés financiers et l'économie mondiale[17]. La culture mondiale est fortement influencée par le phénomène d'américanisation[18].
- La plupart des pays anglophones adhèrent à la règle de droit (rule of law) par le biais de la common law plutôt que par le droit civil et favorisent la démocratie avec des chambres législatives par rapport à d'autres systèmes politiques[19]. La propriété privée est protégée par la loi ou par la constitution[18].
- La religion la plus populaire dans les pays anglophones est le protestantisme, suivi de près par le catholicisme[20]. Une partie importante mais non majoritaire de la population du monde anglophone est agnostique[20].
- Le hip hop, la pop et le rock sont les genres musicaux les plus populaires dans le monde anglophone contemporain[21], avec des artistes tels que Drake, Ariana Grande, Nicki Minaj, Cardi B, DaBaby, Lil Baby, Stormzy, Post Malone, Travis Scott, Kanye West, Ed Sheeran, Migos, Justin Bieber, Tyga et Taylor Swift qui ont connu un succès international, notamment dans les pays anglophones[22],[23].
- Certaines traditions subsistent et sont assez uniques aux pays du monde anglophone. Les pays anglophones tendent à utiliser plus souvent le système horaire sur 12 heures au lieu du système horaire sur 24 heures avec les abréviations AM et PM pour différencier la période de minuit à midi à celle de midi à minuit[24]. Les États-Unis et le Royaume-Uni utilisent majoritairement le système d'unités de mesure anglo-saxonnes (Imperial units) au lieu du système métrique que l'Australie, le Canada, la Nouvelle-Zélande, et presque l'intégralité du reste du monde appliquent[25]. Tous les pays principaux du monde anglophone dînent aussi plus tôt que la plupart du reste du monde, généralement entre 17:30 et 19:30[26].

## Traits différents
Certaines différences culturelles séparent les pays du monde anglo-saxon, ainsi même au sein du Royaume-Uni, des différences existent entre les nations galloise, écossaise, anglaise et nord-irlandaise. Pour le cas américain, une citation de George Bernard Shaw exprime la différence qui subsiste entre l'Angleterre et les États-Unis : « l'Angleterre et les États-Unis sont deux nations divisées par une langue commune ». Oscar Wilde, dans sa nouvelle The Canterville Ghost (1887), a également écrit : « Nous avons vraiment tout en commun avec l’Amérique de nos jours, sauf, bien sûr, la langue. »
Bien que l'anglais soit ce qui définisse l'« anglosphère », les dialectes anglais parlés dans les pays et les régions qui la forment peuvent différer, tant dans leur syntaxe, leur vocabulaire que leur accent : dialectes de Liverpool, de Londres, cockney, d'Edimbourg, etc.
Par ailleurs, les pays du monde anglo-saxon se distinguent radicalement au niveau de la culture sportive; si le football américain et le basketball sont les sports les plus populaires aux Etats-Unis, ils cèdent le pas au football (soccer) et au rugby au Royaume-Uni. Si le rugby à XV est le sport national en Nouvelle-Zélande, c'est le rugby à XIII qui domine largement en Australie. En résumé,  les pays anglo-saxons connaissent une variété de sport mais ils n'érigent pas les mêmes sports au premier rang.  
En matière de santé et de protection sociale, on note également de nettes différences; si les Etats-Unis confient une large part de ce domaine au secteur privé, le Royaume-Uni a mis en place le NHS, un système de santé public. La Nouvelle-Zélande a , quant à elle, mis en place un système de sécurité sociale dès 1898. L'Australie connait de son côté un régime de protection sociale financé par l'impôt sur le revenu.

## Coopération
Les nations composant le monde anglo-saxon ont par le passé tissé d'étroits liens politiques et de coopération : un réseau de diverses alliances militaires (exemple : ANZUS, OTAN) et d'accords de libre-échange, dont certains continuent de s'appliquer, a été établi entre ces nations.